# Plaques de matrícula d'Albània

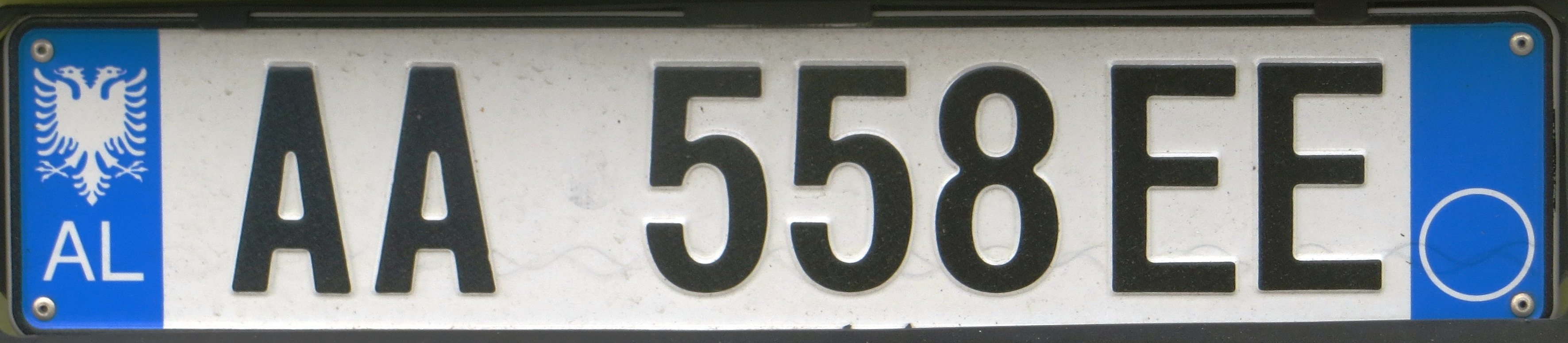
Matrícula actual en què es veu que no s'utilitza la franja blava de la dreta.

Les plaques de matrícula dels vehicles d'Albània es componen des de l'any 2011 d'un sistema de numeració alfanumèric format per dues lletres, tres xifres i dues lletres (per exemple, AA 111AA) molt similar al que s'utilitza en les plaques de matrícula a Itàlia des del 1994 i a França des del 2009. Els caràcter són en color negre sobre un fons blanc i no indiquen la procedència del vehicle.

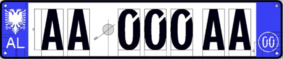
Proposta del nou format.

Les plaques comencen a l'esquerra amb una franja blava, a semblança de les plaques de la UE, amb l'àliga bicèfala i el codi del país. AL i redissenyat en blanc. I acaben a la dreta amb una altra franja blava on hi consta l'any de registre del vehicle i el codi regional en blanc. S'ha observat que aquests dos elements d'identificació són de facto no inclosos actualment en l'edició de les plaques.
Està previst l'ús de les 26 lletres de l'alfabet llatí, i per distingir la lletra O del 0, aquest últim està tallat per una petita ruptura en diagonal al costat superior dret, de manera similar a l'utilitzat en les plaques de matrícula alemanyes.

## Codificació

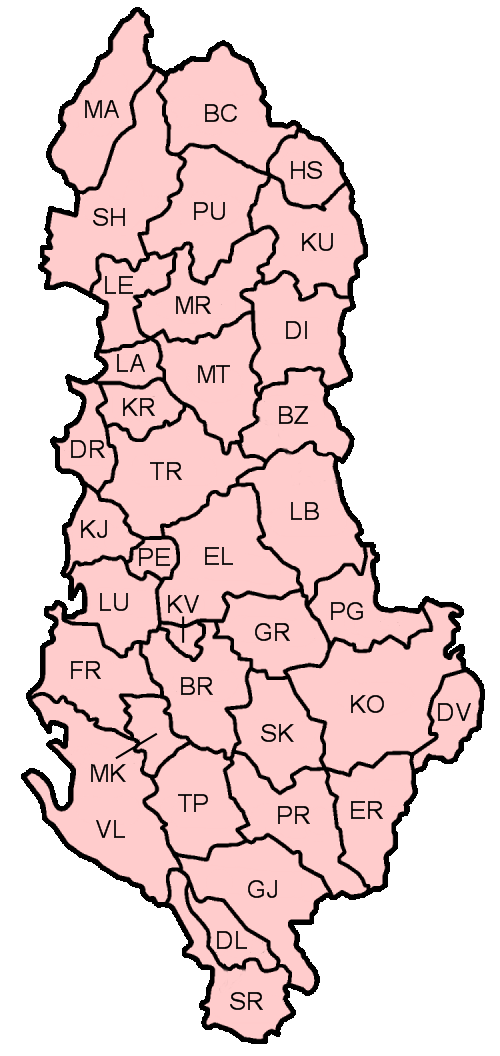
Mapa amb la localitazació dels codis albanesos.

La codificació de les matrícules corresponia als 36 districtes en què està dividit el país:
- BC - Districte de Tropojë
- BR - Districte de Berat
- BZ - Districte de Bulqizë
- DI - Districte de Dibër
- DL - Districte de Delvinë
- DR - Districte de Durrës
- DV - Districte de Devoll
- EL - Districte d'Elbasan
- ER - Districte de Kolonjë
- FR - Districte de Fier
- GJ - Districte de Gjirokastër
- GR - Districte de Gramsh
- HS - Districte de Has
- KJ - Districte de Kavajë
- KO - Districte de Korçë
- KR - Districte de Krujë
- KU - Districte de Kukës
- KV - Districte de Kuçovë
- LA - Districte de Kurbin
- LB - Districte de Librazhd
- LE - Districte de Lezhë
- LU - Districte de Lushnjë
- MA - Districte de Malësi e Madhe
- MK - Districte de Mallakastër
- MR - Districte de Mirditë
- MT - Districte de Mat
- PE - Districte de Peqin
- PG - Districte de Pogradec
- PR - Districte de Përmet
- PU - Districte de Pukë
- SH - Districte de Shkodër
- SK - Districte de Skrapar
- SR - Districte de Sarandë
- TP - Districte de Tepelenë
- TR - Districte de Tirana
- VL - Districte de Vlorë

## Història

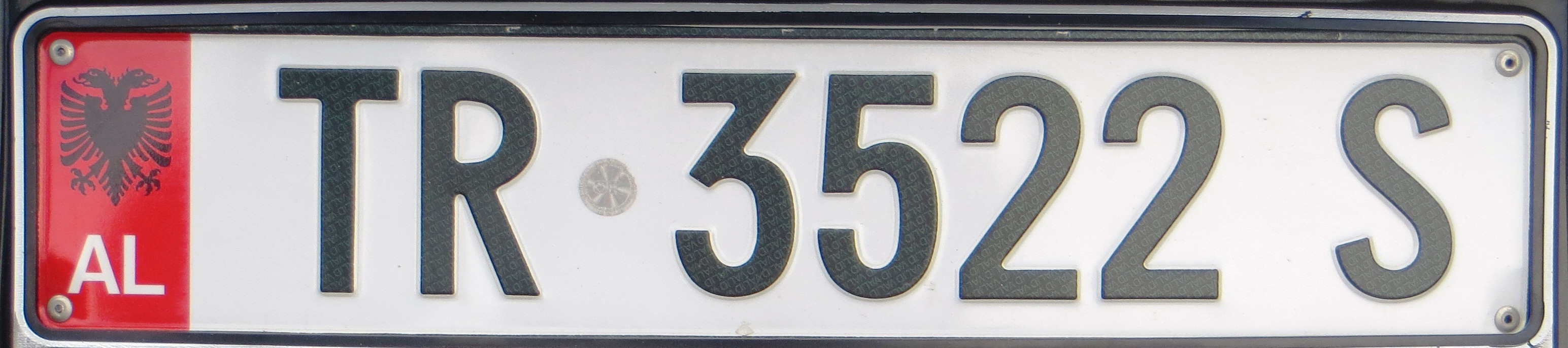
Matrícula antiga amb caràcters estrets. TR = Tirana.

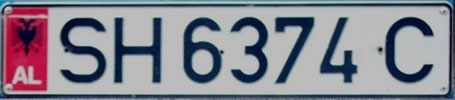
Matrícula més antiga amb la font DIN 1451. SH = Shkodër.

Del 1993 fins al 2011 les plaques es componien d'una franja esquerra de color vermell amb l'àliga bicèfala en negre i el codi de país AL en blanc. La combinació de caràcters estava formada per dues lletres corresponents a la regió de matriculació del vehicle seguit de 4 xifres i una lletra. Les lletres O i Q no eren utilitzades per evitar possibles confusions.
Al llarg dels anys ha patit petites variacions, com l'espai entre caràcters i l'efegitó d'un holograma de seguretat. Els caràcters també van passar d'escriure's en una font DIN 1451 a una més estreta.